# Alexandra-Maria Klein
Pour les articles homonymes, voir Klein.
Alexandra-Maria Klein (née le 17 septembre 1972) est une biologiste allemande et professeur d'université spécialiste des écosystèmes.

## Biographie

### Cursus universitaire
De 1993 à 1999, elle étudie la biologie à l'Institut allemand des sciences tropicales et subtropicales, rattaché à l'université de Cassel, où elle travaille par ailleurs. Elle entrecoupe ces études par une année de césure, qu'elle passe au Brésil, où elle suit des cours de géographie et de botanique et travaille dans la ferme écologique José Lutzenberger. En 1999, elle obtient un diplôme de biologiste à l'université de Göttingen. En 2003, elle obtient un PhD en agroécologie et en zoologie, préparé en Allemagne et en Indonésie. Pour ce doctorat, son travail s'oriente en particulier sur la pollinisation, les abeilles et leurs services écosystémiques. En utilisant une approche fonctionnaliste, elle étudie la stabilité des écosystèmes et les effets des changements du paysage sur les plantes et les insectes.

### Carrière
De 2003 à 2005, elle mène un projet post-doctoral à l'Institut d'agroécologie à l'université de Göttingen sur le thème de l'évaluation de la diversité biologique des systèmes de gestion des sols en Équateur. De 2005 à 2009, elle est chargée d'enseignement et assistante de recherche dans le même institut. De 2009 à 2010, elle y dirige le groupe Agroécologie au sein du département des sciences agronomes. À compter de 2010, elle est professeur de fonctions des écosystèmes à l'université de Lunebourg. Elle est nommée en 2013 responsable de la chaire Conservation de la nature et écologie du paysage à l'université de Fribourg.
En 2016, Alexandra-Maria Klein apparaît dans le documentaire de la chaîne de télévision ZDF "Ausgebrummt - Insektsterben in Deutschland" ("Effondrés - Mort d'insectes en Allemagne") d'Andreas Ewels et Norbert Porta de ScienceDoku dans Planet Erde. Elle a également contribué à un autre documentaire appelé "Arche Noah 2017 – Die lange Nacht des Artenschutzes". ("L'Arche de Noé 2017 - La longue nuit de la protection des espèces") pour Tagesschau et Heute, des journaux télévisés allemands, avec Harald Lesch et Dirk Steffens. Elle a également été interviewée sur les effets de l'hérédité chez les insectes, et a réalisé des reportages pour la radio Detektor.fm (de).

## Projets et prix
Le groupe de travail de Klein a participé à l'expérience de Jena (financé par la Fondation allemande pour la recherche (DFG), entre 2010 et 2013), un grand projet scientifique sur la biodiversité, et a examiné les interactions plantes-insectes, les caractéristiques des fleurs et la pollinisation le long d'un gradient expérimental de diversité végétale.
En coopération avec la société Bayer CropScience, elle mène des recherches jusqu'en 2014 dans le programme d'"Évaluation globale de l'attractivité des abeilles et de la pertinence apicole des cultures agricoles" et en collaboration avec Teja Tscharnke sur l'évaluation écologique de la pollinisation des cultures dans les jardins familiaux traditionnels en Indonésie (projet aussi financé par la DFG, entre 2012 et 2015). La «plateforme de recherche Leuphana pour la production durable de biokérosène» à Lunebourg était préoccupée par la production possible de biocarburant durable. Elle y a travaillé avec l'économiste Stefan Schaltegger. En Chine, elle est chargée du projet sur les interactions plantes-insectes multitrophiques en surface dans une forêt subtropicale chinoise avec Nico Blüthgen au sein du groupe de recherche DFG "BEF China" (financé par la DFG entre 2011 et 2016). Depuis 2015, elle coordonne un projet de l'Union Européennee sur la biodiversité baptisé "EcoFruit", avec des partenaires espagnols (Jordi Bosch) et suédois (Peter Hambäck) .
Klein s'intéresse à la recherche fondamentale plutôt qu'aux questions de conservation normative et appliquée de la nature .

## Publications
Alexandra-Maria est l'auteur de très nombreuses publications, et a été élue meilleure publicatrice de l'année 2011-2012 à l'université de Lunebourg.
Pour le magazine allemand WDR markt, elle a calculé que l'échec des abeilles à polliniser les cultures en Allemagne pourrait entraîner des coûts de 1,3 milliard d'euros.